# Claudia Bandion-Ortner
Claudia Bandion-Ortner (ur. 30 listopada 1966 w Grazu) – austriacka prawniczka, sędzia, w latach 2009–2011 minister sprawiedliwości.

## Życiorys
Absolwentka prawa na Universität Graz (1989). Uzyskała uprawnienia sędziego, po czym orzekała jako sędzia w Wiedniu, specjalizując się w sprawach karnych gospodarczych. Pełniła funkcję przewodniczącej jednego z wydziałów. Zyskała rozpoznawalność, rozpoznając sprawę karną BAWAG P.S.K. W styczniu 2009, po zakończeniu tego procesu, z rekomendacji Austriackiej Partii Ludowej objęła urząd ministra sprawiedliwości w rządzie Wernera Faymanna. Sprawowała go do kwietnia 2011. W latach 2011–2012 była doradcą w Międzynarodowej Akademii Antykorupcyjnej, następnie do 2015 zastępcą sekretarza generalnego centrum dialogu KAICIID, powołanego przez Austrię, Arabię Saudyjską i Hiszpanię. W 2015 powróciła do zawodu sędziego.